# Mazatec
Mazatec (Mazateca, Mazateco, Ha shuta enima), pleme američkih Indijanaca porodice Popolocan, Velike porodice Oto-Manguean, nastanjen u sjevernoj Oaxaci i dijelu Pueble i Veracruza. Mazateci su planinski agrikulturan narod koji danas živi od uzgoja kukuruza, graha, tikava, čilija i drugog, još uvijek se služeći motikama i štapovima za kopanje. Njihov teritorij sastoji se od dvije geografski diferencirane regije koje utječu na životne prilike i kulturu: brdsko-planinski, na obroncima Istočne Sierra Madre (Sierra Madre Oriental), na visinama između 1,200 i 2,500 metara iznad mora i nizinsku, bazen rijeke Papaloapan koji se prostire na 57,756 km², poznatom po uzgoju kave. U nizinskim predjelima rijeke Papaloapan s tri njezina glavna pritoka Santo Domingo ili Quiotepec,  Tonto i Usila, uz kavu uzgaja se i sezam, duhan, kikiriki, meksički čaj i mrkva. U šumovitim planinskim područjima u kojima prevladava bor i hrast uzgaja se pretežno voće: jabuka, kruška i breskva.

## Ime
Sami sebe Mazateci nazivaju Ha shuta enima što se razlilčito prevodi (= "los que trabajamos el monte, humildes, gente de costumbre"). Naziv Mazatec dolazi iz nahuatlanskog mazatecatl (="gente del venado", ili  'narod jelena' ) što su im ga dali Nonoalca Indijanci, neko pleme Tolteka, zbog poštovanja ove životinje.

## Jezik
Mazateci se služe s osam različitih mazatec jezicima koji dobvivaju imena po njihovim najvećeim naseljima San Jerónimo Tecoatl, San Miguel Soyaltepec. Najveći broj govornika (72.000; 1990) ima planinski mazatečki u Huautli i okolici.

## Naselja
Glavna naselja Mazateca su: Teotitlán de Flores Magón, Santa Cruz Acatepec, Santa Ana Ateixtlahuaca, San Bartolomé Ayautla, San Juan Coatzaspam, Santa María Magdalena Chilchotla, San Lorenzo Cuahnecuiltitla, San Mateo Eloxochitlán de Flores Magón, San Francisco Huehuetlán, San Cristóbal Mazatlán, San Pedro Ocopetatillo, San Jerónimo Tecoatl, San José Tenango, Santiago Texcaltzingo, San Lucas Zoquiapam, Huautla de Jiménez, San Pedro Ixcatlán, Jalapa de Díaz i San Miguel Soyaltepec.

## Život i običaji
Običaji i festivali Mazateca razlikuju se po njihova dva glavna staništa, nizinskom i planinskom i vezani su uz ratarske radove. Kod nizinskih Mazateca (Mazateca Baja) poznata je ceremonija winchaa što se održava u siječnju. Na drugog ožujka i prvog svibnja održavaju svečanosti xixhua u poljima kukuruza. -Vjere su rimokatoličke sa sinkretičkim elementima.
Nošnja je tradicionalna, huipil (duga pamučna tunika) za žene i bijele pamučne hlače i košulje industrijski proizvedene za muškarce. Mazatečki razboj koji je služio za domaću proizvodnju huipila praktički je nestao u ranom 20. stoljeću. I muškarci i žene nose kožne sandale ili hodaju bosi. Lončarstvo i rukotvorine od palmi održali su se tek na nekim mazatečkim područjima a proizvode se tek zbog prodaje i zarade.
Kod Mazateka je u obredima poznata upotreba malenih svetih gljiva poznatih pod latinskim imenom Psilocybe o čemu je knjgu napisala mazatečka šamanka i curandera Maria Sabina. 

## Vanjske poveznice
- Mazatec Indians
- The Mazatec Indians - The Mushrooms Speak  Arhivirana inačica izvorne stranice od 14. kolovoza 2022. (Wayback Machine)